# جریان قناری

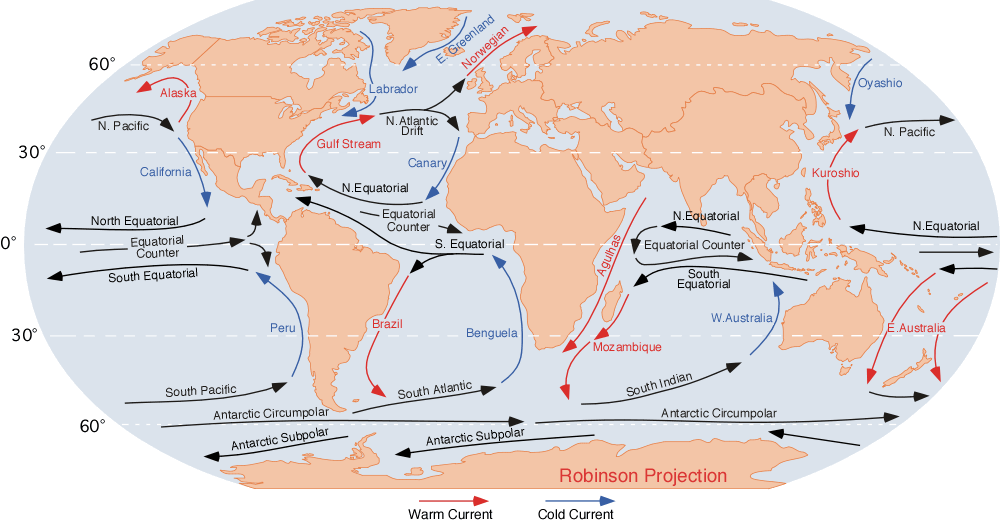

جریان قناری یک جریان سطح ناشی از باد است که بخشی از آتلانتیک اطلس شمالی است.
این جریان مرزی شرقی در جنوب از جریان اقیانوس اطلس شمالی شاخه می‌گیرد و در جنوب غربی تقریباً تا سنگال جریان دارد که به سمت غرب می‌چرخد و سپس به جریان استوایی آتلانتیک شمالی می‌پیوندد. این جریان به نام جزایر قناری نام گذاری شده‌است.
مجمع الجزایر قناری تا حدی جلوی این جریانات است(Gyory، ۲۰۰۷).
این جریان گسترده و آهسته در حال حرکت تصور می‌شود که در اوایل ناوبری و حل و فصل فنیقی در امتداد سواحل غرب مراکش مورد بهره‌برداری قرار گرفته‌است. ققنوسان باستان نه تنها از شیلات‌های متعدد در این منطقه فعلی بهره‌برداری می‌کردند، بلکه کارخانه ای را نیز در Iles Purpuraires خارج از روز Essaouira برای استخراج یک رنگ بنفش تیریان از گونه‌های دریایی گاستروپود دریایی ایجاد کردند.
جریان قناری یک جریان باد-ران سطحی است که تشکیل دهنده بخشی از گردابه شمالی اقیانوس اطلس است. این جریان ساحلی شرقی از جریان اطلس شمالی به سمت جنوب شرق منحرف شده و تا حدود سنگال جریان می‌یابد سپس به سمت شرق بر می‌گردد و به جریان استوایی شمالی اطلس می‌پیوندد. اسم این جریان از جزایری که در مجاورت آن قرار گرفته یعنی جزایر قناری گرفته شده‌است.

## بالا آمدن
یکی از ویژگی‌های برجسته جریان‌های مرزی شرقی، حضور در حال صعود است. رانش اکمان باعث حمل و نقل دریایی از آبهای سطحی می‌شود که از آنجا با آب عمیق جایگزین می‌شوند. آبهای عمیق سرما و غنی از مواد مغذی بوده و نقش مهمی در تحریک بهره‌وری اولیه دارند. بالا آمدن منجر به تقویت ماهیگیری ساحلی در غرب مراکش شده‌است (Hance، ۱۹۷۵).
بزرگ شدن صعود بین ۲۳ و ۲۵ درجه طول عرض جغرافیایی شمالی رخ می‌دهد (Canary جریان، ۲۰۰۲). روند صعود در کل سال در Cap Blanc (Ras Nouadhibou) و به سمت شمال رخ می‌دهد. به دلیل مهاجرت به سمت شمال از مناطق آزور در طول تابستان، که مسئولیت رانندگی بادهای استوایی را بر عهده دارد، کوهستانی در جنوب از Cap Blanc محدود است. میناس و همکاران(۱۹۸۲) نشان داد که در عرض جغرافیایی Cap Blanc، جبهه ای وجود دارد که آب مرکزی آتلانتیک شمالی (NACW) و آب مرکزی آتلانتیک جنوبی (SACW) را از هم جدا می‌کند. SACW، در جنوب Cap Blanc، از مواد مغذی غنی تر از NACW است. یک جریان متضاد زیرسطحی Poleward مسئول آوردن SACW به منطقه Cap Blanc و در نتیجه تولید اولیه حداکثر است. تولید اولیه به شمال با در دسترس بودن مواد مغذی در NACW محدود است. تولید اولیه در جنوب Cap Blanc با وقوع حوادث صعودی محدود است.

### رونق و تولید اولیه
هانتسمن و باربر (۱۹۷۷) فرض کردند که بهره‌وری بالا ناشی از وقایع متناوب صعودی و دوره‌های نسبتاً آرام است. بالا آمدن برای رسیدن مواد مغذی به سطح زمین ضروری است، اما اگر این رویداد برای مدت طولانی پایدار باشد، سخت است که فیتوپلانکتون در ناحیه سرخوشی بماند. دوره‌های آرام امکان ایجاد طبقه‌بندی را فراهم می‌کند، به این معنی که فیتوپلانکتون می‌تواند در حالی که در لایه مختلط کم عمق نگه داشته می‌شود رشد و تکثیر یابد. به عبارت دیگر، شکوفه کوچک بهاری در هر دوره آرام وجود دارد (Mann & Lazier، ۱۹۹۶).

### بالا آمدن و زئوپلانکتون
رونق و تولید اولیه از شروع باد شدید در طی چند روز پیروی می‌کنند (Mann & Lazier، ۱۹۹۶). زئوپلانکتون، مانند کپسودها، برای پاسخ به فراوانی مواد غذایی موجود بیشتر طول می‌کشد، زیرا آنها بیش از روزها دارای چرخه زندگی هستند. زئوپلانکتون در جریان قناری در اوج پاییز به تراکم اوج خود می‌رسد که از شدت طغیان کاسته می‌شود. کاهش در روند رشد به زئوپلانکتون اجازه می‌دهد تا بیش از قفسه ای که عرضه مواد غذایی آنها وجود دارد، بماند. با توجه به پاسخ سریع فیتوپلانکتون به مواد مغذی آگاه، زئوپلانکتون به ندرت از نظر غذایی محدود است.

### رو به رشد و ماهی
چهار نوع ماهی ۷۵ درصد کل صید ماهی را در منطقه Cap Blanc تشکیل می‌دهد (Mann & Lazier، 1996). Clupeids (Sardina به pilchardus از ساردین، و aurita Sardinella) فراوان‌ترین بود. اسلحه‌های S. در آبهای شمالی سردتر تسلط دارند در حالی که S. aurita در آبهای جنوبی گرمتر شیوع دارد. بعد از آن، فراوان‌ترین جک ماهی خال مخالی (Trachurus spp.) و Redfish (Sparidae) بودند. Ansa-Emmin (1982) دریافت که در سال ۱۹۷۴، کل فرود ماهی‌ها به ۲٫۶۸ میلیون تن رسید. نزدیک به ۱ میلیون تن کلوپیده با ۶۷/۶۷ میلیون ساردین وجود داشت.

## بازیافت مواد مغذی
فیتوپلانکتون در ناحیه قفسه با دو سرنوشت روبه‌رو است: آنها به پایین فرومی‌روند یا توسط زئوپلانکتون مصرف می‌شوند. اگر در پایین حل شوند، فیتوپلانکتون در هنگام تجزیه آمونیاک آمونیاک را آزاد می‌کند، که نیتروژن را به آب‌ها بازمی‌گرداند. در نتیجه، بقایای فیتوپلانکتون می‌تواند توسط بنتیک مصرف شودساکنان، که همچنین آمونیاک را دفع می‌کنند. در صورت مصرف زئوپلانکتون، نیتروژن حاصل از فیتوپلانکتون از طریق آمونیاک دفع شده یا گلوله‌های مدفوع، که در پایین حل می‌شوند به محیط بازگردانده می‌شود. صرف نظر از مکانیسم، بخش بزرگی از نیتروژن فیتوپلانکتون در لایه زیرین ساحلی ستون آب آزاد می‌شود (Mann & Lazier، ۱۹۹۶). این آب بعداً از آن خوشحال می‌شود و می‌تواند تولید اولیه اولیه را تحریک کند. باربر و اسمیت (۱۹۸۱) تخمین می‌زنند که در قفسه Cap Blanc، بازتولید شده ازت از ۷۲ درصد کل نیتروژن را تشکیل می‌دهد.

## همچنین ببیندید
- کریستف کلمب
- مادیرا
- قلعه المینا
- سفرهای کریستوفر کلمب
- جریان مرزی شرقی